# بيلي هيلر
بيلي هيلر (بالإنجليزية: Billie Heller)‏ هي ناشِطة أمريكية، ولدت في 1928 في سبرينغفيلد في الولايات المتحدة، وتوفيت في أبريل 2018.